# Koeweitse voetbalbeker 1984
De Koeweitse voetbalbeker 1984 (Emir Cup) was de 24ste editie van de strijd om de nationale voetbalbeker van Koeweit, die werd georganiseerd door de Koeweitse voetbalbond (KFA). Het toernooi vond plaats in april en mei 1984. Kazma SC won de beker voor de tweede keer in de clubgeschiedenis door Al Tadamun SC in de eindstrijd met 2–0 te verslaan. Al-Fahaheel won de strijd om de derde plaats: Kuwait SC werd in de troostfinale met 2–1 verslagen.

## Schema
|  | halve finale  | halve finale |  |               | finale   | finale   |
|  |               |              |  |               |          |          |
|  | april 1984    |              |  |               |          |          |
|  | Al Tadamun SC | 1            |  |               |          |          |
|  | Kuwait SC     | 0            |  |               | mei 1984 | mei 1984 |
|  |               |              |  |               | Kazma SC | 2        |
|  | april 1984    | april 1984   |  | Al Tadamun SC | 0        |          |
|  | Kazma SC      | 0 (5)        |  |               |          |          |
|  | Al-Fahaheel   | 0 (4)        |  |               |          |          |

1962 · 
1963 · 
1964 · 
1965 · 
1966 · 
1967 · 
1968 · 
1969 · 
1970 · 
1971 · 
1972 · 
1973 · 
1974 · 
1975 · 
1976 · 
1977 · 
1978 · 
1979 · 
1980 · 
1981 · 
1982 · 
1983 · 
1984 · 
1985 · 
1986 · 
1987 · 
1988 · 
1989 · 
1990 · 
1991 · 
1992 · 
1993 · 
1994 · 
1995 · 
1996 · 
1997 · 
1998 · 
1999 · 
2000 · 
2001 · 
2002 · 
2003 · 
2004 · 
2005 · 
2006 · 
2007 · 
2008 · 
2009 · 
2010 · 
2011 · 
2012 · 
2013 · 
2014